# Into the Groove
Vous lisez un « bon article » labellisé en 2011.
Ne doit pas être confondu avec Into the Groove(y).
Singles de Madonna
Angel
(1985) Dress You Up
(1985)
Pistes de Like a Virgin
Love Don't Live Here Anymore
(5) Dress You Up
(7)
Into the Groove est une chanson de l'artiste américaine Madonna issue du film Recherche Susan désespérément. Elle sort en single le 23 juillet 1985 sous le label Warner Bros. Records. Une deuxième version est utilisée pour la bande originale du film et une version remixée sort au Royaume-Uni pour le promouvoir. La chanson apparaît plus tard dans la ré-édition européenne de Like a Virgin en 1985 et est incluse dans la grande compilation de 2009 intitulée Celebration. Plusieurs versions remixées apparaissent dans les compilations You Can Dance, sortie en 1987, et The Immaculate Collection, sortie en 1990. Madonna s’inspire de la piste de danse pour ce titre et a écrit la chanson en observant un beau Portoricain depuis son balcon. D'abord écrite pour son ami Mark Kamins, elle décide plus tard d'utiliser Into the Groove pour le film Recherche Susan désespérément et l'enregistre aux studios Sigma Sound Studios. En 2003, Madonna crée une autre version remixée, en duo avec Missy Elliott, intitulée Into the Hollywood Groove.
L'instrumentation de Into the Groove se compose de  batteries, percussions, congas et sifflets. Elle comporte quelques effets, comme des contrastes musicaux et des re-recording. Dans le refrain, la voix de Madonna est doublée, et se situe dans un registre grave durant le pont. Les paroles sont légères : il s'agit d'une invitation à danser avec la chanteuse, avec des double-sens et sous-entendus sexuels. Le single est apprécié par les critiques, qui l'ont souvent désignée comme le « premier grand single de Madonna ». Into the Groove est un succès commercial, se hissant au sommet des hit-parades australien, belge, espagnol, irlandais, italien, japonais, néo-zélandais, néerlandais et britannique, où il s'agit du premier numéro un de la chanteuse. Dans certains pays, comme aux États-Unis ou encore en Australie, Into the Groove sort en  face B du maxi 45 tours d'Angel.
Un clip vidéo, composé de scènes du film, est réalisé pour accompagner la chanson. Madonna confie plus tard qu'elle avait l'impression d'être « arriérée » en chantant cette chanson. Elle interprète le morceau dans la plupart de ses tournées, plus récemment lors du Sticky & Sweet Tour. Into the Groove est aussi reprise par de nombreux artistes, notamment par la chanteuse australienne Danii Minogue, qui combine le titre avec son single Don't Wanna Lose This Feeling.

## Genèse
Into the Groove est une chanson écrite par Madonna et Stephen Bray. Lors d'une interview de Time, la chanteuse dit qu'elle a écrit la chanson tout en regardant un homme hispanique sur son balcon. Trouvant la chanson « stupide », Madonna explique :

« Quand je l'ai écrite, j'étais assise au quatrième étage d'un immeuble sans ascenseur sur l'Avenue B, et il y avait ce magnifique garçon Portoricain en face de moi avec qui je désirais prendre un rendez-vous, et je voulais juste en finir avec ça [la chanson]. Je suis finalement sortie avec lui et ai terminé la chanson juste avant mon dernier rendez-vous, je suis plutôt contente que cela n'ait pas continué. »

Elle continue :

« La piste de danse était vraiment un endroit magique pour moi. J'ai d'abord voulu devenir danseuse, ce qui a beaucoup de rapports avec la chanson. C'est la liberté que je ressens quand je danse, le sentiment de posséder son corps, se laisser aller, tout en s'exprimant à travers la musique. Je l'ai toujours considéré comme un endroit magique — même si vous n'avez pas pris d'ecstasy. Ainsi, cela fut pour moi la première inspiration pour la chanson. »

Elle écrit la chanson pour Chyne, la protégée de Mark Kamins. Celui-ci fait enregistrer une maquette à Madonna, mais il souhaite la modifier plus tard pour Chyne. Cependant, Madonna estime que la chanson serait plus convenable pour le film Recherche Susan désespérément, et avec Bray, elle la ré-enregistre pour qu'elle soit adaptée dans la bande sonore. Quand Kamins vient à apprendre ce qui s'est passé, il est furieux et reproche à Madonna de ne pas avoir eu la courtoisie de lui dire qu'elle voulait la chanson pour un autre usage que celui prévu à l'origine. Madonna rétorque : « Je suis fruste, je suis ambitieuse et je sais exactement ce que je veux. S'il me prend pour une salope, c'est pas grave ». Madonna aura finalement raison de Kamins et la chanson est utilisée comme thème musical de Recherche Susan désespérément. Finalement, Into the Groove n'est pas ajoutée sur la bande sonore mais apparaît sur la ré-édition de Like a Virgin à la place.
Le clip vidéo est un assemblage de scènes du film dont les paroles sont souvent associées aux images. Doug Dowdle de Parallax Productions, une compagnie pionnière dans les clips vidéo de film durant les années 1980, crée cette vidéo à partir de quelques séquences du film, réalisé par Susan Seidelman. Parallax  choisit ce concept car il y a déjà cinq clips différents de Madonna qui sont fréquemment diffusés sur MTV à cette période, et l'équipe de Warner Bros. ne veut pas que le public sature avec une nouvelle vidéo. Ainsi, elle décide de récupérer des prises de vue du film et d'en faire un clip. Durant une interview en 2009 avec Rolling Stone, Madonna commente : « Into the Groove est l'une des chansons où j'ai l'impression d'être ringarde, mais tout le monde semble l'apprécier ».

## Enregistrement
À l'occasion du changement initial auquel était destinée la chanson, Madonna et Bray effectuent un ré-enregistrement et modifient une partie des paroles. Into the Groove est enregistrée aux Sigma Sound Studios. Bray commente les séances d'enregistrement en affirmant : « je réalise toujours le corps de la chanson (musique) en premier – puis elle se présente pour les finitions (paroles). Elle écrit réellement selon son humeur. » Erika Belle, une amie de Madonna, est présente durant l'enregistrement et observe entièrement le processus. Dans la biographie d'Andrew Morton, elle remarque qu'à l'un des moments de l'enregistrement, Bray est en butte à des difficultés avec le pont, car à son avis, la mélodie n'est pas synchronisée avec le reste de la composition. Sans se décourager de ces difficultés apparentes, Madonna se met devant le micro et chante les mots : « Live out your fantasy here with me ». Le problème de Bray est résolu ; Belle se souvient de cette expérience : « la chanson semble dégager de Madonna, j'étais émerveillée. »
Madonna re-visite la chanson en 2003, et développe une version intitulée Into the Hollywood Groove dans laquelle elle remplace le premier couplet par celui de Hollywood. Les paroles du refrain sont légèrement modifiées et accompagnées d'un rap par Missy Elliott. Cette version est utilisée comme publicité par la marque Gap à l'été 2003, dans un clip montrant Madonna et Elliott dans des jeans Gap. Une version remixée supplémentaire, composée par Josh Harris et Omar Galeano (The Passengerz), est incluse dans l'album remix Remixed and Revisited.

## Composition
Into the Groove commence par une introduction lors de laquelle Madonna parle. Elle est accompagnée de percussions et de synthétiseurs. Elle est suivie par le refrain où la voix de la chanteuse est doublée. Un synthétiseur à contrepoint de la mélodie ajoute un contraste. Le pont, dans lequel Madonna chante « Live out your fantasy », mélange une voix dans le registre grave et une autre dans l'aigu. Selon la partition de Musicnotes.com, publiée par Alfred Publishing Co. Inc., la mesure est à 4 temps, avec un tempo modéré de 116 pulsations par minute. La tonalité est do mineur, et la partie vocale principale s'étend de do 4 et ré 5. La chanson évolue sur une progression d'accords de do m7, si  / do, do m7 et la .

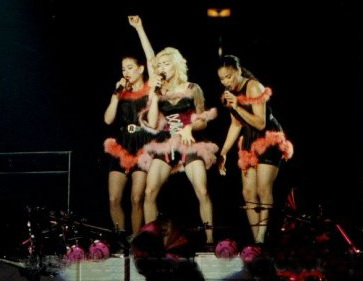
Madonna interprétant Into the Groove lors du Blond Ambition Tour.

Cette chanson est remixée en 1987 par Shep Pettibone pour la compilation You Can Dance. Dans la version remixée, les re-recording sont présents dans la phrase répétitive : « c'mon ». Le premier couplet ne commence qu'au bout de 90 secondes. Après le premier « Now I know you're mine », il y a un break de percussions puis des répétitions des mots « step to the beat » et « c'mon » font irruption. Dans le dernier couplet, les paroles sont en échos, ce qui provoque le chevauchement des phrases. La fin est accompagnée de congas, de sifflets et de timbales, le tout donnant une sonorité cubaine voire salsa. Pettibone remixe encore une fois la chanson aux côtés de Goh Hotoda pour la compilation The Immaculate Collection.
Les paroles de la chanson sont légères et perçues comme une invitation à danser avec la chanteuse. Malgré les paroles, elles portent des sous-entendus sexuels et d'autres nuances dans ce sens. Similairement au single précédent, Like a Virgin, un crochet est aussi présent dans Into the Groove et est destiné aux jeunes filles timides. La phrase « At night I lock the door so no-one else can see » sous-entend que Madonna n'est pas aussi effrontée que le suggère son image provocatrice. Selon Clive Barker, auteur de New Theatre Quarterly 46, Part 2, les gens nostalgiques reconnaissent instantanément les paroles de la chanson dans les boîtes de nuit. Il ajoute que la phrase « Only when I'm dancing can I feel this free » résume la liberté qu'apporte la piste de danse, et que les danseurs sont contents de trouver la liberté dans la musique. Dans la ligne « Live out your fantasy here with me », Barker estime qu'elle dépasse les limites de la réalité et nous transporte dans le monde de la fantaisie.

## Accueil

### Critiques de la presse
J. Randy Taraborrelli, auteur de Madonna: An Intimate Biography, estime que la chanson démontre les capacités de Madonna à créer de la musique. Rikky Rooksby, auteur de Madonna: the complete guide to her music, déclare qu'avec « Into the Groove, vous aurez l'impression d'être le meilleur. Et c'est l'une des meilleures choses que la musique pop peut faire pour vous. C'est le premier grand single de Madonna ». Clive Barker et Simon Trussler, auteurs de New Theatre Quarterly, trouvent que la chanson est le premier « hymne disco » des années 1980. Toby Cresswell, auteur de 1001 Songs: The Great Songs of All Time and the Artists, Stories and Secrets, affirme que le morceau est « doux, défini par une belle mélodie en premier plan, et il y a Madonna, entraînant le monde dans un paradis souterrain. Toute la magie des années 1980 s'y trouve ». Matthew Rettenmund, auteur de Totally Awesome 80s: A Lexicon of the Music, Videos, Movies, TV Shows, Stars, and Trends of that Decadent Decade, déclare qu'Into the Groove est la chanson fondamentale des années 1980 et trouve qu'elle « cimente la situation de Madonna comme reine de la danse de l'époque ». Dawn Keetley et John Pettigrew, auteurs de Public Women, Public Words: A Documentary History of American Feminism, la qualifie de « chanson ensorcelante ».
Santiago Fouz-Hernández et Freya Jarman-Ivens, auteurs de Madonna's drowned worlds: new approaches to her cultural transformations, affirment que la chanson « se moque narquoisement ». Sal Cinquemani de Slant Magazine la place à la 29e position de la liste 100 Greatest Dance Songs. Il commente : « c'est difficile d'imaginer la femme la plus célèbre dans le monde de la danse, seule dans sa chambre la nuit, verrouillant la porte pour que personne d'autre ne puisse voir (comme elle le dit dans Into the Groove), même il y a 20 ans, mais vous ne pouvez pas vous empêcher de la croire. La chanson — ainsi que la prestation de Madonna — sont bonnes ». Alfred Soto de Stylus Magazine estime qu'« Into the Groove est une meilleure réussite que Crazy for You. [...] Le seul mystère : pourquoi est-il le dernier single écrit par Madonna »? Austin Scaggs de Rolling Stone atteste que la chanson a « une incroyable bassline ». À la fin des années 1980, le magazine Billboard déclare qu'Into the Groove est le single dance de la décennie. En 2003, les fans de Madonna sont invités à voter pour leur top 20 des singles de l'artiste par le magazine Q ; Into the Groove se retrouve à la troisième place. En 2009, la chanson se situe à la 90e du classement Blender The 500 Greatest Songs Since You Were Born.

### Succès dans les classements

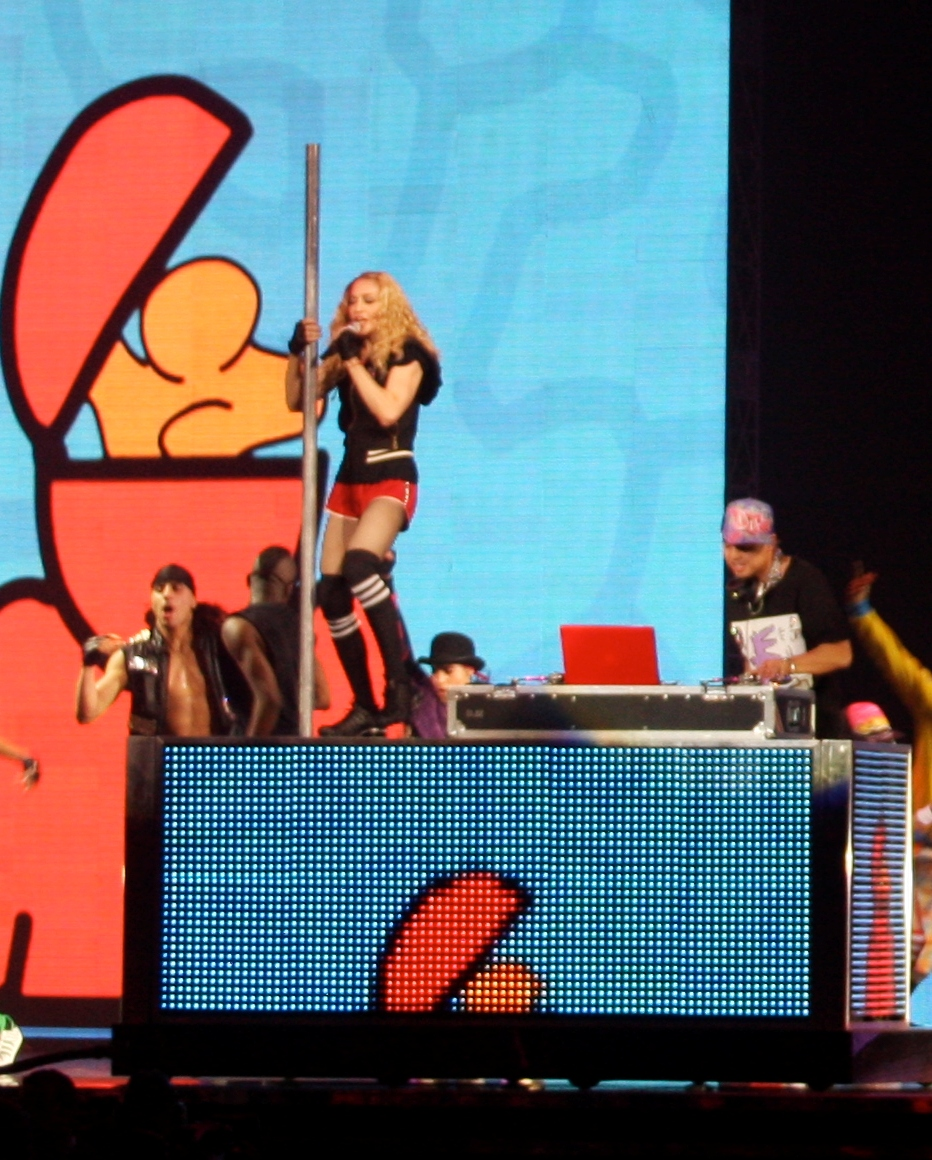
Madonna interprète Into the Groove lors du Sticky & Sweet Tour en février 2008.

Aux États-Unis, à cause de problèmes avec Crazy for You et Material Girl, sortis en même temps et se faisant donc concurrence, il n'y a aucune date de sortie officielle prévue pour Into the Groove en 33 tours. Il s'agit également de ne pas le mettre en concurrence avec Angel, le troisième single de l'album Like a Virgin. Après une performance réussie au Royaume-Uni, la chanson est ajoutée dans l'album. Les magasins des États-Unis ont dû indiquer aux consommateurs que la chanson était aussi disponible avec le maxi 45 tours de Angel ; cela a contribué à augmenter les ventes du maxi 45 tours. Into the Groove est le titre le plus diffusé sur le Billboard Recurrent Airplay Chart. La chanson entre dans le Billboard Hot Dance Club Play à la 40e place aux côtés de Angel, dans le numéro du 1er juin 1985. Au bout de quatre semaines, elle est première du classement et est aussi située à la dix-neuvième place du Hot Black Singles. Elle est la chanson de Madonna la plus diffusée sur Billboard Recurrent Airplay Chart. Le 30 juillet 1985, Angel/Into the Groove est certifiée disque d'or par la Recording Industry Association of America pour la vente d'un million d'exemplaires aux États-Unis - le critère pour devenir disque d'or avant 1989,. Il s'agit du premier maxi 45 tours certifié disque d'or depuis Double Dutch Bus de Frankie Smith en 1981. La chanson est placée à la douzième position du classement Dance de l'année 1985 et les ventes sont d'environ 600 000 exemplaires. Elle atteint également la tête du classement Hot Dance Singles Sales.
Into the Groove débute dans le UK Singles Chart à la quatrième place dans la semaine du 27 juillet 1985. Elle reste première du classement pendant quatre semaines, restant au total seize semaines au top 100. Il s'agit du premier numéro un de Madonna au Royaume-Uni. Durant la période où elle est première, Holiday se trouve en deuxième position. Elle est la première artiste dans l'histoire du hit-parade anglais à occuper les deux premières places du classement simultanément. La chanson est certifiée disque d'or par la British Phonographic Industry pour la vente de 400 000 exemplaires du single. Il s'agit du troisième single le plus vendu de l'année 1985 au Royaume-Uni, derrière The Power of Love de Jennifer Rush et I Know Him So Well de Elaine Paige et Barbara Dickson. Selon l'Official Charts Company, la chanson s'est depuis vendue à 860 000 exemplaires au Royaume-Uni. En Australie, Into the Groove est combinée avec Angel et atteint la première place du Kent Music Report. Il est le second single le plus vendu en Australie. En Europe et en Océanie, la chanson atteint la tête du classement en Belgique, Espagne, Irlande, Italie, Nouvelle-Zélande et Pays-Bas ainsi que le top 10 en Allemagne, Autriche, France, Norvège, Suède, Suisse et Billboard European Hot 100 Singles et la 37e position du hit-parade japonais,,,,,,,.

## Interprétations scéniques

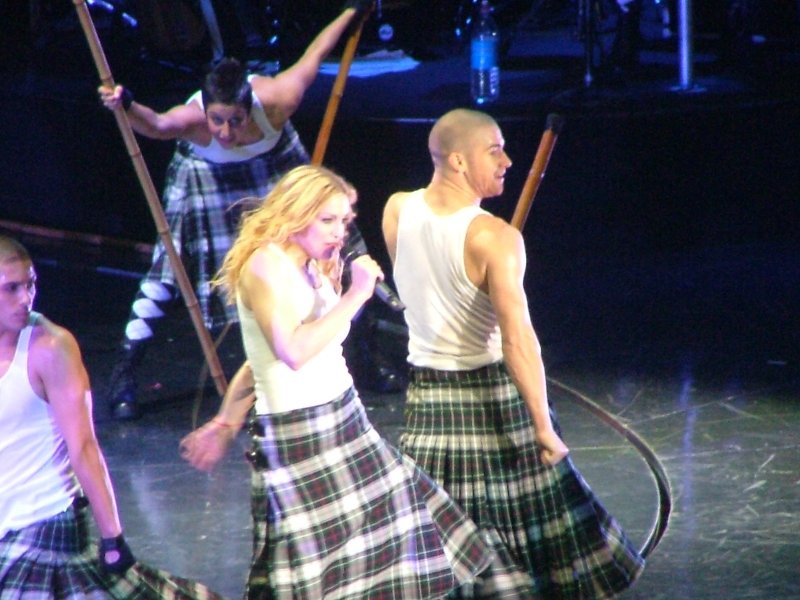
Madonna interprète la chanson durant le Re-Invention Tour.

Madonna interprète Into the Groove lors du Live: The Virgin Tour en 1985, Who's That Girl Tour en 1987, Blond Ambition Tour en 1990, Re-Invention Tour en 2004 et Sticky & Sweet Tour en 2008-2009. Dans le Virgin Tour, Into the Groove est la troisième chanson de la programmation. Elle porte des leggings et des croix autour de son cou et en boucle d'oreille. Ses cheveux sont attachés par le haut et retombent derrière ses oreilles. Elle a un tambourin dans sa main tout comme ses deux danseurs, et ensemble chantent devant leur micro en canon. La prestation est incluse dans la vidéo Live: The Virgin Tour, tournée à Détroit. Elle l'interprète également au Live Aid le 13 juillet 1985. Dans le Who's That Girl World Tour en 1987, Into the Groove est l'avant-dernière chanson avant le rappel. La tenue est inspirée d'Andy Warhol, allusion encore renforcée par le fait que Madonna porte un tailleur pantalon large avec une boîte de conserve Campbell dessinée dessus. La lettre « U » imprimée devant et le mot Dance écrit derrière font que, quand elle se tourne, le public peut lire : « U [Can] Dance ». Au milieu de sa prestation, un jeune homme la rejoint sur scène et danse à ses côtés. À la fin, elle est rejointe par les chœurs et ses danseurs. Ensemble, ils s'inclinent devant le public et terminent la performance. Deux performances sont disponibles dans les vidéos : Who's That Girl - Live in Japan, filmé à Tokyo le 22 juin 1987, et Ciao, Italia! – Live from Italy, filmée à Turin le 4 septembre 1987.
Trois ans plus tard, dans le Blond Ambition Tour, Into the Groove est interprétée avant le rappel. Madonna et ses chœurs, Niki Haris et Donna De Lory, sont séduites par trois garçons virils en veste de cuir. Les filles leur demandent de « prouver leur amour envers elles » et leurs demandent s'ils accepteraient de porter obligatoirement un préservatif. Après ça, elles chantent le remix de Shep Pettibone sur Into the Groove. Deux performances différentes sont enregistrées et disponibles dans les vidéos Blond Ambition Tour - Japan Tour 90, enregistrée à Yokohama le 27 avril 1990 et Live! - Blond Ambition World Tour 90, enregistrée à Nice le 5 août 1990. Dans le Re-Invention Tour, Madonna inclut la chanson au début du segment final, qui commence avec des joueurs de cornemuse écossais et défilent autour de la scène en kilts puis jouent des percussions et des sifflets. Madonna apparaît sur scène dans le même kilt et chante Into the Groove avec le groupe Lorne Cousin. Missy Elliot apparaît ensuite sur l'écran vidéo. La chanson est ajoutée dans la programmation du Sticky & Sweet Tour. Des morceaux des chansons Toop Toop de Cassius, Double Dutch Bus de Frankie Smith, Apache (Jump On It) de The Sugarhill Gang et Jump sont ajoutés à l'interprétation. Into the Groove marque le début de la seconde partie intitulée Old School. La performance commence quand Madonna arrive sur scène et saute sur un équipement de DJ. Elle commence à chanter tandis que des dessins de l'artiste, et ami de Madonna, Keith Haring apparaissent sur l'écran au fond. Vers la fin de la chanson, Madonna effectue un interlude dance de double dutch.

## Reprises et hommages
Le casting de la sitcom musicale enfantine Kids Incorporated reprend la chanson à la télévision en 1985, et les paroles sexuellement obscènes sont alors modifiées pour être plus adaptées au jeune public. Le groupe new-yorkais Sonic Youth, sous le projet intitulé Ciccone Youth, sort une reprise de la chanson de Madonna intitulée Into the Groove(y), disponible sur leur album The White(y) Album. Dale Bozzio, chanteur principal du groupe New wave Missing Persons, reprend la chanson pour l'album hommage envers la chanteuse Virgin Voices: A Tribute To Madonna, Vol. 2 sorti en 2000. Une reprise dance de la chanson est enregistrée par Mad'House pour l'album Absolutely Mad. Le groupe pop rock français Superbus reprend Into the Groove en 2002 pour leur premier album Aéromusical. En 2007, une compilation hommage pour la chanteuse intitulée Through the Wilderness incorpore une reprise interprétée par Jeremy Jay. The Medic Droid reprennent également Into the Groove pour leur album What's Your Medium?.
En 2003, le titre est combiné avec Don't Wanna Lose This Feeling de Dannii Minogue, le troisième et dernier single de l'album Neon Nights. L'instrumentation de Into the Groove et un petit sample de la voix de Madonna sont ajoutés à la voix de Minogue, bien que la hauteur de cette dernière soit changée pour s'adapter au tempo de la chanson. Into the Groove est reprise en 2013 par la série musicale Glee dans le septième épisode de la cinquième saison.

### Reprise de Superbus
Singles de Superbus
Superstar Monday to Sunday
Pistes de Aéromusical
À travers toi Helping Hand
Into the Groove est le 3e single du groupe de pop rock français Superbus, et extrait de son 1er album Aéromusical. Ce single n'a connu ni de clip, ni de support commerce, mais a été édité en single promotionnel,.

## Production
- Parolier : Madonna et Stephen Bray
- Producteur : Madonna et Stephen Bray
- Mixage : Shep Pettibone[40]
- Ingénieur mixage : Andy Wallace[40]
- Montage : Shep Pettibone et The Latin Rascals[40]

Crédits issus des albums Like a Virgin et You Can Dance,

## Liste des versions officielles
| - Royaume-Uni Single 33 tours + RU Shaped Picture Disc Édition Limitée , 1. Into the Groove – 4:43 2. Shoo-Bee-Doo – 5:16 - Royaume-Uni Single 45 tours / Allemagne CD Single 1994 (Ré-édition) , 1. Into the Groove – 4:43 2. Everybody – 4:52 3. Shoo-Bee-Doo – 5:16 | - Allemagne CD Single Versions 1989 et 1990 , 1. Into the Groove – 4:43 2. Who's That Girl (Extended Version) – 6:29 3. Causing a Commotion (Silver Screen Mix) – 6:39 |

## Classements et certifications
| Classement (1985)                        | Meilleure position |
| ---------------------------------------- | ------------------ |
| Allemagne (Media Control AG)             | 3                  |
| Australie (Kent Music Report) Avec Angel | 1                  |
| Autriche (Ö3 Austria Top 40)             | 6                  |
| Belgique (Flandre Ultratop 50 Singles)   | 1                  |
| Espagne (Promusicae)                     | 1                  |
| Europe (Eurochart Hot 100)               | 2                  |
| France (SNEP)                            | 2                  |
| Irlande                                  | 1                  |
| Italie                                   | 1                  |
| Japon (Oricon)                           | 37                 |
| Nouvelle-Zélande (RMNZ)                  | 1                  |
| Norvège (VG-lista)                       | 4                  |
| Pays-Bas (Nederlandse Top 40)            | 1                  |
| Pays-Bas (Single Top 100)                | 1                  |
| Royaume-Uni (UK Singles Chart)           | 1                  |
| Suède (Sverigetopplistan)                | 3                  |
| Suisse (Schweizer Hitparade)             | 2                  |
| États-Unis (Hot Dance Music/Club Play)   | 1                  |
| États-Unis (Hot Black Singles)           | 19                 |

| Classement (1985)                              | Position |
| ---------------------------------------------- | -------- |
| Australie                                      | 2        |
| Italie                                         | 2        |
| Pays-Bas                                       | 8        |
| Royaume-Uni                                    | 3        |
| Suisse                                         | 19       |
| États-Unis Billboard Hot Dance Music/Club Play | 12       |

### Certifications
| Pays              | Certification | Ventes    |
| ----------------- | ------------- | --------- |
| États-Unis (RIAA) | Or            | 1 000 000 |
| France (SNEP)     | Or            | 533 000   |
| Royaume-Uni (BPI) | Or            | 873 100   |

## Compléments